# Commune rurale de Pargas
La commune rurale de Parainen (finnois : Paraisten maalaiskunta, abrév. Paraisten mlk, suédois : Pargas landskommun), est une ancienne municipalité de Finlande-Propre en Finlande.

## Histoire
Le 1er janvier 1967, la commune rurale de Parainen ont été rattachés à Parainen. 
Au 1er janvier 1966, la superficie de la commune rurale de Parainen était de 248,1 km2 et au 31 décembre 1966 elle comptait 3 764 habitants.